# Gigel Coman
Gigel Coman (n. 4 octombrie 1978, București, România) este un fotbalist român retras din activitate, care a jucat pe post de mijlocaș lateral la echipe ca Progresul, Metaloglobus și Otopeni. Pe plan internațional, are prezențe la națională pentru România.